# اسوتلانا پیسمیچنکا
اِسوتلانا ویکتوروونا پیسمیچنکا (روسی: Светла́на Ви́кторовна Письмиче́нко؛ زادهٔ ۱۹۶۴ میلادی) بازیگر و صداپیشه اهل روسیه است.
از فیلم‌ها یا مجموعه‌های تلویزیونی که وی در آن‌ها نقش داشته‌است، می‌توان به تپلی‌های پردردسر اشاره نمود.